# TAME
TAME - Línea aérea del Ecuador és una aerolínia basada a Quito, Equador. És la branca comercial de la força aèria equatoriana i duu a terme vols nacionals i internacionals a Sud-amèrica i el Carib. Les sigles TAME corresponien inicialment a Transportes Aéreos Militares Ecuatorianos. El seu codi IATA és EQ i el seu codi ICAO és TAE.

## Història
L'aerolínia es creà el 17 de desembre de 1962 amb el nom de Transportes Aéreos Militares Ecuatorianos (TAME), posteriorment canviat a Transportes Aéreos Mercantiles Ecuatorianos (TAME). Inicialment utilitzà aparells Douglas DC-3, Douglas DC-6, Lockheed Electra i Avro, però amb el creixement i l'ampliació dels destins nacionals adquirí diversos Boeing 727.
L'estiu de 1990 TAME fou convertida en una branca autònoma de la força aèria de l'Equador. El 1992 inaugurà el primer servei internacional, de Tulcán a Cali (Colòmbia). Durant la dècada de 1990 l'aerolínia es ressentí d'una sèrie d'accidents que en qüestionaren les mesures de seguretat, en gran part superades durant els darrers anys amb un programa de modernització i l'adquisició de 2 Airbus A320. Igualment, la companyia ha hagut d'enfrontar-se a la competència d'Ecuatoriana de Aviación, també present al país des dels anys 1960 però ja desapareguda, i en els últims anys d'Aerogal, una nova aerolínia equatoriana.

## Flota
La flota de TAME està formada pels següents aparells (a gener de 2006):
- 2 Airbus A320-200
- 3 Avro 748
- 1 Boeing 727-100
- 3 Boeing 727-200
- 2 De Havilland Canada DHC-6 Twin Otter
- 2 Fokker F28 4000
- 2 Embraer 170
- 1 Embraer 190